# Luigi Nazari di Calabiana
Luigi Nazari di Calabiana, né à Savillan (en italien : Savigliano) le 27 juillet 1808, mort à Milan le 23 octobre 1893, est un homme politique et un archevêque catholique italien. Il est particulièrement connu pour la crise avec le gouvernement de 1855 qui porte son nom. Il est sénateur du 3 mai 1848 au 7 février 1861.

## Biographie
Luigi Nazari di Calabiana est le fils de Filippo, des comtes de Calabiana et de Sofia Toesca, des comtes de Castellazzo.
Luigi Nazari di Calabiana devient évêque de Casale le 6 juin 1847 et archevêque de Milan du 24 mars 1867 jusqu'à sa mort en 1893.
Il est aumônier du roi en 1847, conseiller d’État extraordinaire à partir du 20 juin 1848 et membre du chapitre de l'insigne collégiale de Saint-André de Savillan. Il est nommé sénateur par le roi Charles-Albert, le 3 mai 1848 puis grand officier de l'ordre de la Couronne d'Italie par le roi Vittorio Emanuele II, le 22 avril 1868 et cavalier de l'ordre suprême de la Très Sainte Annonciade, le titre honorifique le plus important de la maison de Savoie, par le roi Humbert Ier en 1887.
Sa nomination à l'archevêché de Milan résout la difficile crise créée par la nomination de Paolo Angelo Ballerini en juin 1859 (en pleine deuxième guerre d'indépendance italienne) par le pape Pie IX sur l'indication de l’empereur François-Joseph Ier et non acceptée par le royaume d'Italie.
Toutefois, la nomination d'un évêque apprécié de la maison de Savoie n'est pas sans conséquence pour ses rapports avec le Saint-Siège parce que, contrairement à la tradition séculaire, Calabiana n'a jamais été créé cardinal.

## Le catholicisme « intransigeant »

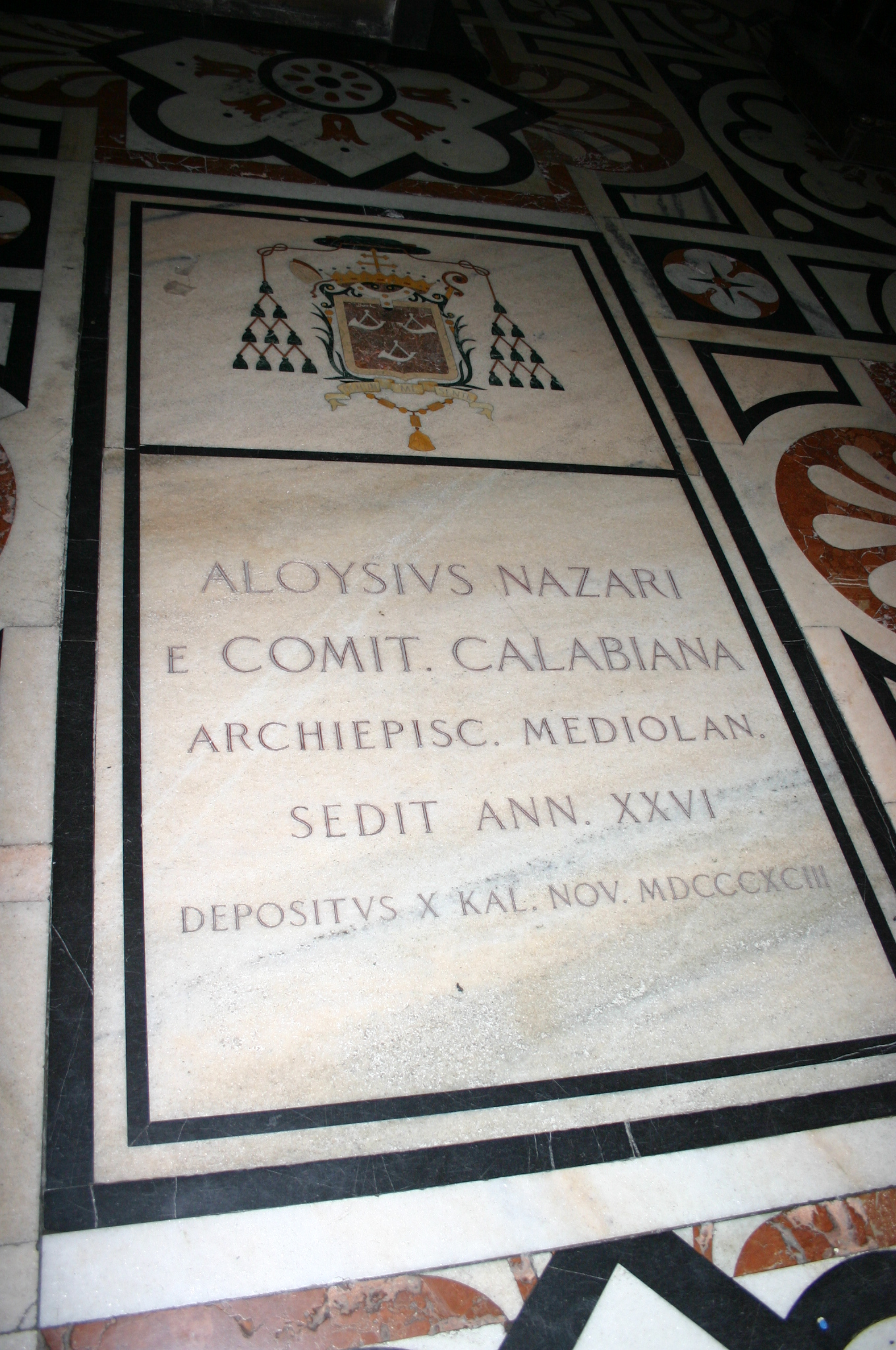
Le tombe de Luigi Nazari dans le Dôme de Milan.

Calabiana prend possession de l’archidiocèse ambrosien le 23 juin 1867. La crise institutionnelle est finie, mais dans le diocèse de Milan, il faut assainir les inimitiés entre les laïcs et le clergé, et entre le clergé séculaire et le clergé régulier (ce dernier est l'élément le plus favorable au Pape et à sa domination temporelle, et donc le plus hostile au nouvel état italien).
L'archevêque Calabiana est considéré comme un membre des « conciliateurs » comme sont appelés les catholiques qui cherchent à diminuer les frictions entre l’État et l’Église. Par contre, l'archevêque Ballerini, dans son quasi exil de Seregno, est considéré comme le point de référence des catholiques intransigeants, les catholiques qui sont en totale opposition avec un état national.
Au concile Vatican I de 1870, Ballerini soutient la proclamation du dogme de l’infaillibilité pontificale, Calabiana appartient à la minorité anti-infaillibilité, même si par la suite, il obéit et invite son archidiocèse à l’obéissance.
Il meurt le 29 octobre 1893 à l'âge de 85 ans et est inhumé dans le Dôme de Milan.

## Succession apostolique
Luigi Nazari di Calabiana a ordonné les évêques suivants :
- Évêque Angelo Bersani-Dossena (it) (1875)

## Distinctions
- Commandeur de l'Ordre des Saints-Maurice-et-Lazare le 28 juillet 1858
- Grand officier de l'Ordre de la Couronne d'Italie le 22 avril 1868
- Chevalier de Grande Croix décoré du Grand Cordon de l'Ordre des Saints-Maurice-et-Lazare le 29 mars 1881
- Chevalier de l'ordre suprême de la Très Sainte Annonciade le 7 juin 1887
- Chevalier d'honneur et dévotion de l'ordre souverain de Malte

### Article lié
- Cléricalisme